# Fermi National Accelerator Laboratory

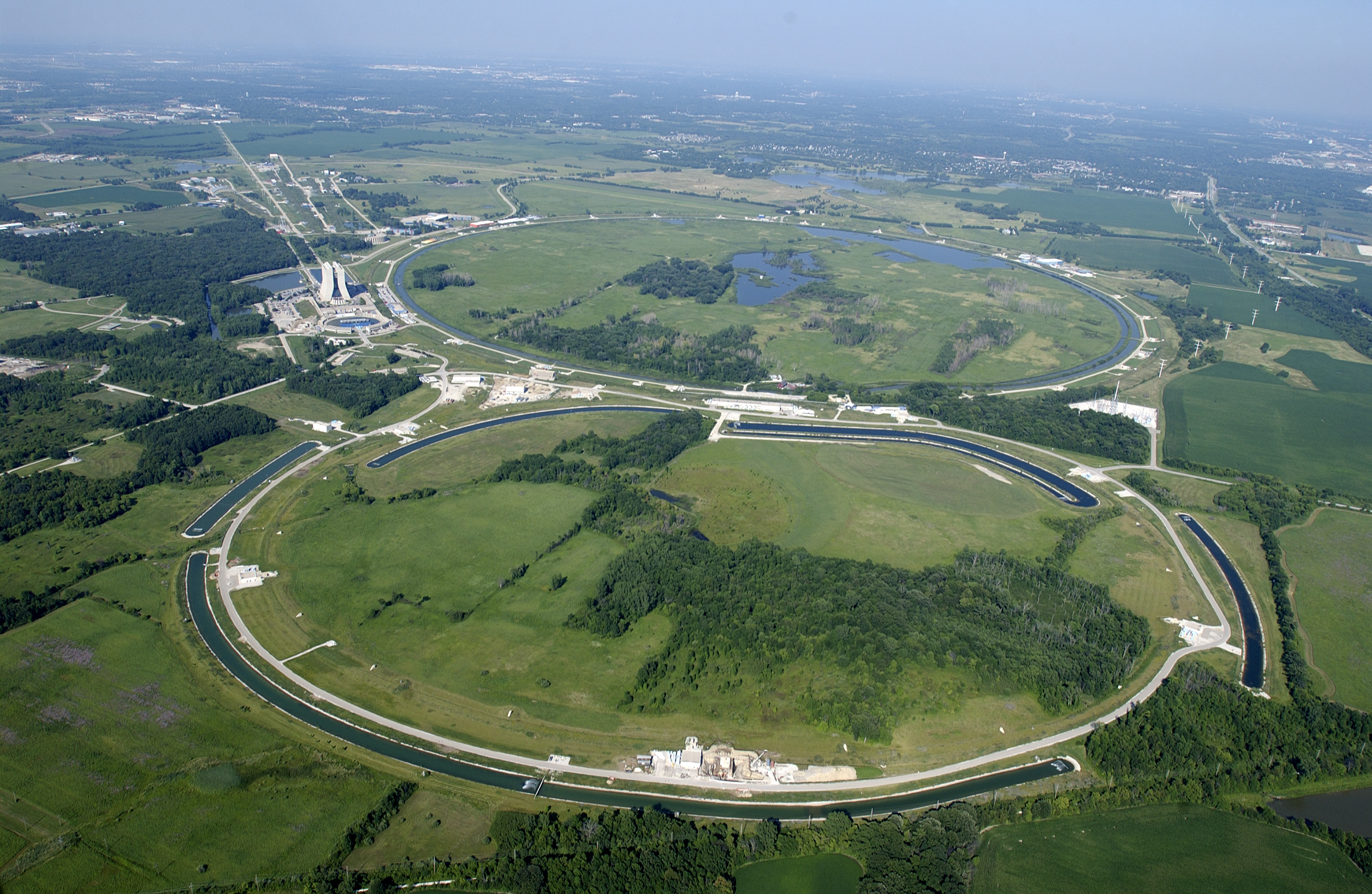
Luftbild des Fermilab

Das Fermi National Accelerator Laboratory oder kurz Fermilab ist ein Forschungszentrum für Teilchenphysik, das vom US-amerikanischen Department of Energy betrieben wird. Es liegt etwa 50 Kilometer westlich von Chicago in Illinois, auf dem Gebiet der Gemeinde Batavia und beherbergte von 1983 bis 2011 das Tevatron, das am 30. November 2009 vom Large Hadron Collider als energiereichster Teilchenbeschleuniger der Welt abgelöst wurde.

## Geschichte
1968 wurde das National Accelerator Laboratory gegründet. Gründungsdirektor war Robert R. Wilson, der das Labor bis 1978 leitete. Nach ihm ist auch das 16-stöckige Hauptgebäude des Fermilab benannt (Wilson Hall, umgangssprachlich auch als High Rise bezeichnet; Architekt Alan H. Rider), das der gotischen Kathedrale Saint-Pierre in Beauvais, Frankreich nachempfunden wurde. Den heutigen Namen hat es 1974 zu Ehren von Enrico Fermi erhalten. 

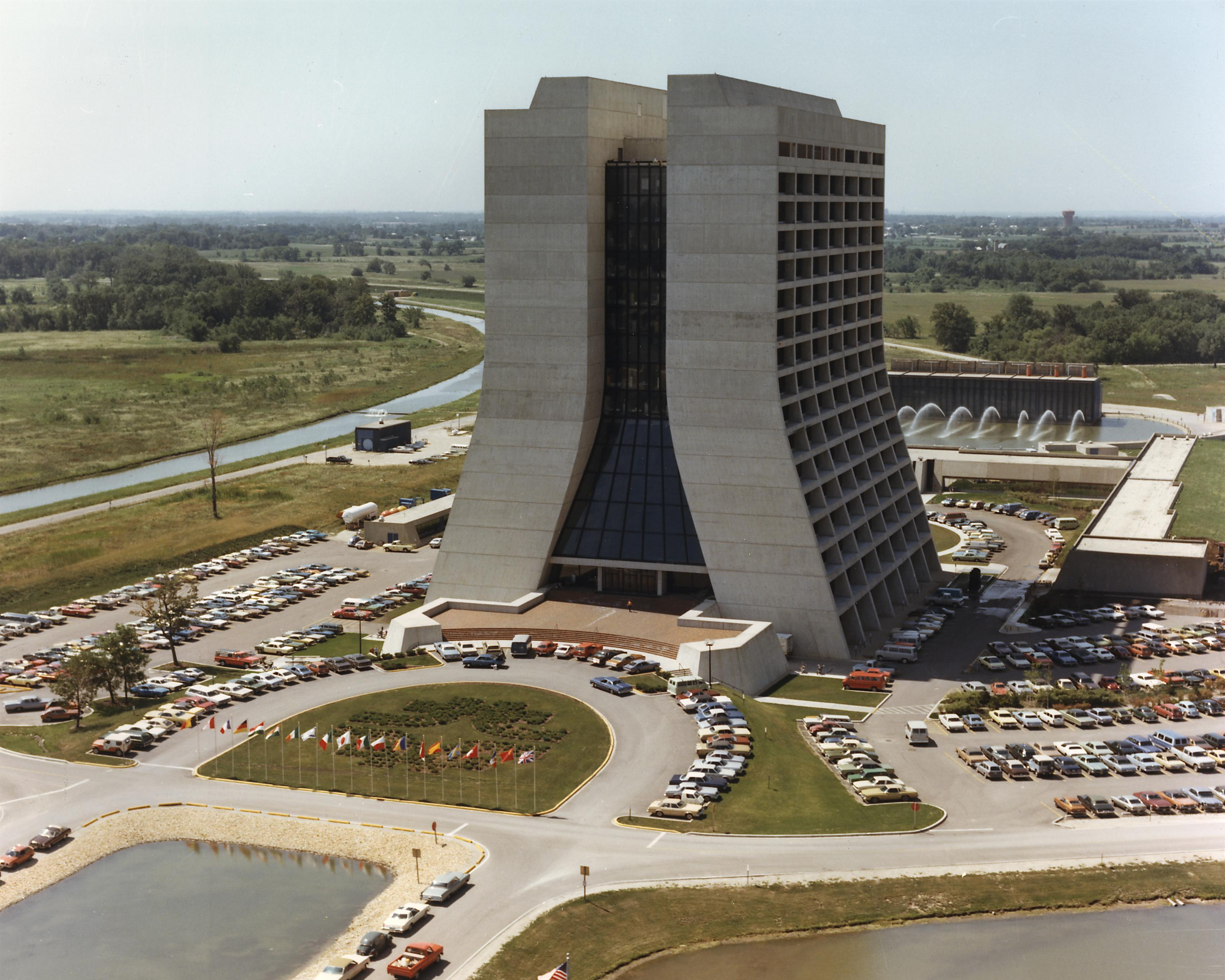
Wilson Hall

Am Fermilab wurden das Bottom-Quark (1977), das Top-Quark (1995) und das Tau-Neutrino (2000) entdeckt.
Nach der Amtszeit Robert Wilsons wurde das Institut von folgenden Direktoren geleitet:
- Leon Max Lederman (1978–1989),
- John Peoples (1989–1999),
- Michael Witherell (1999–2005),
- Pier J. Oddone (2005–2013) sowie
- Nigel Lockyer (2013–2022)
- Lia Merminga (seit 2022)[3]

## Aufbau
Es besteht im Wesentlichen aus zwei Beschleunigerringen:
- dem Hauptring (Main Injector), der Teilchen bis 200 GeV beschleunigt. Dieser lief jedoch in den Jahren 1974–1982 auch mit 400 GeV, bis 1983 der zweite Beschleunigerring, das Tevatron, fertiggestellt wurde.
- Das Tevatron beschleunigt Teilchen bis zu 980 GeV (jeweils Protonen und Antiprotonen mit einer dementsprechenden Schwerpunktsenergie von rund 2 TeV) und hat einen Umfang von 6,5 Kilometern.

An zwei Wechselwirkungspunkten wurden die Protonen und Antiprotonen zur Kollision gebracht. Dort befinden sich die Detektoren D0 und CDF. Bei den Kollisionen wurden Zustände erreicht, wie sie kurz nach dem Urknall geherrscht haben. Die Experimente lieferten einen genaueren Aufschluss über den Aufbau der Materie. Unter anderem versuchte man, das Higgs-Boson nachzuweisen, welches im Standardmodell der Elementarteilchenphysik vorhergesagt wird. Trotz Hinweisen auf dieses Teilchen konnte es lange Zeit nicht eindeutig entdeckt werden. Der Nachweis des Higgs-Bosons 2013 am CERN bestätigte die Theorie der Massen der Elementarteilchen.
Das Tevatron wurde Ende 2011 stillgelegt und das Fermilab beteiligt sich an Experimenten am LHC des CERN.

## Weitere Experimente neben dem Tevatron und geplante Experimente
Am Fermilab laufen mehrere Experimente zur Neutrinophysik, MiniBooNE (Mini Booster Neutrino Experiment), SciBooNE (SciBar Booster Neutrino Experiment), MINERvA und NOvA. Das NOvA-Experiment umfasst neben einem im Fermilab positionierten „nahen“ Detektor auch einen etwa 800 km entfernten, in einer Mine in Minnesota untergebrachten, 14.000 Tonnen schweren „fernen“ Detektor. Beide Detektoren erfassen Neutrinos aus der am Fermilab betriebenen gerichteten Neutrinoquelle NuMI (Neutrinos at the Main Injector). Vor NOvA wurde der NuMI-Neutrinostrahl bereits 2005 bis 2016 vom Experiment MINOS (Main Injector Neutrino Oscillation Search) verwendet, das ebenfalls über einen Nah- und einen Ferndetektor verfügte. Dieser war im 735 km entfernten Soudan Underground Laboratory installiert.
In Planung sind unter anderem ein Protonen-Linearbeschleuniger hoher Intensivität (Proton Improvement Plan-II, PIP-II), der [veraltet] Anfang der 2020er Jahre starten soll, das Mu2e Experiment (das nach Flavor verletzender Umwandlung von Myonen in Elektronen suchen soll, erste vorläufige Ergebnisse werden für 2020[veraltet] erwartet) und die LBNF (Large Baseline Neutrino Facility), die als Teil des Deep Underground Neutrino Experiment (DUNE) einen Neutrinostrahl 1300 Kilometer weit zu einem unterirdischen Detektor in der Homestake-Mine in Lead (South Dakota) schicken soll (wo schon das Homestake-Experiment stattfand).
Seit 2014 ist das Fermilab Holometer in Betrieb, ein Interferometerexperiment, mit dem Fluktuationen der Raumzeit untersucht werden. Die ersten Resultate wurden 2016 publiziert.

## Sonstiges
Die Stromkosten im Jahr 2020 betrugen 11 Millionen US-Dollar bei einem Verbrauch von 217 GWh. Weite Teile des Fermilab-Geländes sind unbebautes Land mit mehreren größeren Seen, die der Kühlwasserversorgung dienen. Auf einer Fläche von rund vier Quadratkilometern wurde die ursprüngliche Prärievegetation Illinois’ wiederhergestellt. Auf Weiden innerhalb des Geländes wird eine Bison-Herde von etwa 50 Tieren gehalten. Das Gelände dient auch der Bevölkerung zur Naherholung.